# Liga Młodzieżowa UEFA (2015/2016)
Liga Młodzieżowa UEFA (2015/2016) – 3. sezon Ligi Młodzieżowej UEFA, rozgrywek piłkarskich dla ekip składających się z zawodników poniżej 19. roku życia. Obrońcą tytułu była Chelsea, zdobywca tytuł w latach 2014/2015.

## Ograniczenia drużynowe
Zawodnicy mogą wziąć udział w turnieju, jeśli urodzili się 1 stycznia 1997 lub później. Kluby mają możliwość powołania także maksymalnie trzech graczy urodzonych między 1 stycznia, a 31 grudnia 1996 roku.

## Uczestnicy
W rozgrywkach biorą udział 64 drużyny z 37 z 55 stowarzyszeń członkowskich UEFA. Są one podzielone na dwie grupy, każda po 32 zespoły.
- Ścieżka Ligi Mistrzów UEFA: Drużyny młodzieżowe z 32 klubów, które zakwalifikowały się do fazy grupowej Ligi Mistrzów UEFA (2015/2016).
- Ścieżka Krajowych Mistrzów: Drużyny młodzieżowe z 32 najlepszych stowarzyszeń według ich współczynnika krajowego UEFA z 2015 r[2].

W przypadku, gdyby pojawiło się wolne miejsce (stowarzyszenie bez krajowych rozgrywek młodzieżowych lub młodzieżowy mistrz krajowy już uwzględniony w Ścieżce Ligi Mistrzów UEFA), zajmował je młodzieżowy mistrz krajowy następnej federacji w rankingu UEFA.
| Ścieżka Ligi Mistrzów      | Ścieżka Ligi Mistrzów    | Ścieżka Ligi Mistrzów | Ścieżka Ligi Mistrzów |
| -------------------------- | ------------------------ | --------------------- | --------------------- |
| Atlético Madryt            | Manchester United        | FC Porto              | Gent                  |
| Barcelona                  | Bayer 04 Leverkusen      | Olympique Lyon        | Galatasaray           |
| Real Madryt                | Bayern Monachium         | Paris Saint-Germain   | Olympiakos            |
| Sevilla                    | Borussia Mönchengladbach | CSKA Moskwa           | Maccabi Tel Awiw      |
| Valencia                   | VfL Wolfsburg            | Zenit Petersburg      | Dinamo Zagrzeb        |
| Arsenal                    | Juventus                 | PSV Eindhoven         | BATE Borysów          |
| Chelsea                    | Roma                     | Dynamo Kijów          | Malmö FF              |
| Manchester City            | SL Benfica               | Szachtar Donieck      | Astana                |
| Ścieżka Mistrzów Krajowych |                          |                       |                       |
| Villarreal                 | Beşiktaş JK              | Mińsk                 | Senica                |
| Middlesbrough              | Servette                 | Celtic                | Zimbru Kiszyniów      |
| Schalke 04                 | FC Salzburg              | IF Elfsborg           | Rəvan Baku            |
| Torino                     | 1. FK Příbram            | Liteks Łowecz         | Saburtalo Tbilisi     |
| Stade de Reims             | Viitorul Konstanca       | Brann                 | Aktöbe                |
| Spartak Moskwa             | APOEL                    | Rad                   | Željezničar           |
| Ajax                       | Midtjylland              | Puskás Akadémia       | HJK                   |
| Anderlecht                 | Legia Warszawa           | Domžale               | Stjarnan              |

Legenda
      wygrany turniej
      przegrany w finale
      awans do półfinału
      awans do ćwierćfinału
      awans do 1/8
      awans do play-off
      awans do drugiej rundy

## Format
Turniej składa się z dwóch części, fazy wstępnej i fazy pucharowej:
- Fazę wstępną można podzielić na dwa etapy
  - Drużyny ze ścieżki Ligi Mistrzów rywalizują w 8 grupach po cztery drużyny, z których pierwsza kwalifikuje się do 1/8 finału, a druga do play-offów.
  - Drużyny ze ścieżki mistrzów krajowych zmierzą się ze sobą w dwóch rundach pucharowych, rozgrywając dwumecze w każdej z nich. Jeśli wyniki są nierozstrzygnięte po zakończeniu meczu rewanżowego, do wyłonienia zwycięzcy stosowana jest zasada goli na wyjeździe. Jeśli nadal jest remis, mecz rozstrzygają rzuty karne (nie rozgrywa się dogrywki). Zwycięzcy drugiej rundy kwalifikują się do play-offów.
- Faza pucharowa składa się z pięciu rund, rozgrywanych w pojedynczych meczach: play-off, 1/8 finału, ćwierćfinału, półfinału i finału. Play-offy rozgrywane są w ramach jednego meczu na terenie klubów ze Ścieżki Mistrzów Krajowych. Jeśli wynik jest nierozstrzygnięty po 90 minutach, wykonywana jest seria rzutów karnych[1].

## Terminarz
Harmonogram zawodów jest następujący (wszystkie losowania odbyły się w siedzibie UEFA w Nyonie w Szwajcarii, chyba że zaznaczono inaczej).
- W fazie grupowej Ścieżki Ligi Mistrzów UEFA drużyny rozgrywają swoje mecze we wtorki i środy w dniach meczowych zgodnie z harmonogramem Ligi Mistrzów UEFA (2015/2016), w tym samym dniu, co odpowiadające im drużyny seniorów; mecze mogą być rozgrywane w innych terminach.
- W pierwszej i drugiej rundzie Krajowej Ścieżki Mistrzów mecze rozgrywane są w środy (pierwsza runda w 2. i 3. kolejce, druga runda w 4. i 5. kolejce, zgodnie z planem Ligi Mistrzów UEFA); mecze mogą być rozgrywane w innych terminach.

| Faza                                    | Runda          | Data losowania            | Terminy meczów                             | Terminy meczów                             |
| --------------------------------------- | -------------- | ------------------------- | ------------------------------------------ | ------------------------------------------ |
| Ścieżka Ligi Mistrzów UEFA Faza grupowa | Kolejka 1      | 27 sierpnia 2015 (Monako) | 15–16 września 2015                        | 15–16 września 2015                        |
| Ścieżka Ligi Mistrzów UEFA Faza grupowa | Kolejka 2      | 27 sierpnia 2015 (Monako) | 29–30 września 2015                        | 29–30 września 2015                        |
| Ścieżka Ligi Mistrzów UEFA Faza grupowa | Kolejka 3      | 27 sierpnia 2015 (Monako) | 20–21 października 2015                    | 20–21 października 2015                    |
| Ścieżka Ligi Mistrzów UEFA Faza grupowa | Kolejka 4      | 27 sierpnia 2015 (Monako) | 3–4 listopada 2015                         | 3–4 listopada 2015                         |
| Ścieżka Ligi Mistrzów UEFA Faza grupowa | Kolejka 5      | 27 sierpnia 2015 (Monako) | 24–25 listopada 2015                       | 24–25 listopada 2015                       |
| Ścieżka Ligi Mistrzów UEFA Faza grupowa | Kolejka 6      | 27 sierpnia 2015 (Monako) | 8–9 grudnia 2015                           | 8–9 grudnia 2015                           |
| Ścieżka mistrzów krajowych              | Pierwsza runda | 1 września 2015           | 29–30 września 2015                        | 20–21 października 2015                    |
| Ścieżka mistrzów krajowych              | Druga runda    | 1 września 2015           | 3–4 listopada 2015                         | 24–25 listopada 2015                       |
| Faza pucharowa                          | Play-offy      | 14 grudnia 2015           | 9–10 lutego 2016                           | 9–10 lutego 2016                           |
| Faza pucharowa                          | 1/8 finału     | 15 lutego 2016            | 23–24 lutego 2016                          | 23–24 lutego 2016                          |
| Faza pucharowa                          | Ćwierćfinały   | 15 lutego 2016            | 8–9 marca 2016                             | 8–9 marca 2016                             |
| Faza pucharowa                          | Półfinały      | 15 lutego 2016            | 15 kwietnia 2016 na Colovray Stadium, Nyon | 15 kwietnia 2016 na Colovray Stadium, Nyon |
| Faza pucharowa                          | Finał          | 15 lutego 2016            | 18 kwietnia 2016 na Colovray Stadium, Nyon | 18 kwietnia 2016 na Colovray Stadium, Nyon |

## Ścieżka Ligi Mistrzów UEFA
Zespoły rozgrywały swoje spotkania w takim samym składzie grup, jak w Lidze Mistrzów 2015/16.

### Kolejność w tabeli
| Jeżeli dwie lub więcej drużyn ma taką samą liczbę punktów po zakończeniu meczów grupowych, w celu ustalenia ich rankingu stosuje się następujące kryteria w podanej kolejności: 1. wyższa liczba punktów zdobytych w meczach grupowych rozegranych pomiędzy rozpatrywanymi drużynami; 2. lepsza różnica bramek w porównaniu z meczami grupowymi rozegranych między rozpatrywanymi drużynami; 3. większa liczba bramek strzelonych w meczach grupowych rozegranych pomiędzy rozpatrywanymi drużynami; 4. większa liczba bramek strzelonych na wyjeździe w meczach grupowych rozegranych pomiędzy wymienionymi drużynami; 5. jeśli po zastosowaniu kryteriów od 1) do 4) nie można ustalić kolejności, kryteria od 1) do 4) stosuje się ponownie wyłącznie do meczów pomiędzy pozostałymi drużynami. Jeżeli ta procedura nadal nie rozstrzyga, stosuje się kryteria 6) do 12) dla pozostałych zespołów; 6. lepsza różnica bramek we wszystkich meczach grupowych; 7. większa liczba zdobytych bramek we wszystkich meczach grupowych; 8. większa liczba goli zdobytych na wyjeździe we wszystkich meczach grupowych; 9. większa liczba zwycięstw we wszystkich meczach grupowych; 10. większa liczba wygranych wyjazdowych we wszystkich meczach grupowych; 11. niższa suma punktów dyscyplinarnych na podstawie wyłącznie żółtych i czerwonych kartek otrzymanych przez zawodników i działaczy drużyn we wszystkich meczach grupowych (czerwona kartka = 3 punkty, żółta kartka = 1 punkt, wykluczenie za dwie żółte kartki w jednym meczu = 3 punkty); 12. losowanie. |

### Grupa A
| Lp. | Drużyna             | M | Z | R | P | B+ | B- | +/– | Pkt | Kwalifikacja |     | PSG | RMA | MFF | SHA |
| --- | ------------------- | - | - | - | - | -- | -- | --- | --- | ------------ | --- | --- | --- | --- | --- |
| 1   | Paris Saint-Germain | 6 | 4 | 1 | 1 | 16 | 6  | +10 | 13  | 1/8          |     | —   | 4–1 | 0–0 | 5–2 |
| 2   | Real Madryt         | 6 | 4 | 0 | 2 | 16 | 7  | +9  | 12  | Play-offy    |     | 2–0 | —   | 3–0 | 4–0 |
| 3   | Malmö FF            | 6 | 1 | 2 | 3 | 7  | 14 | −7  | 5   |              |     | 0–3 | 1–0 | —   | 5–5 |
| 4   | Szachtar Donieck    | 6 | 1 | 1 | 4 | 13 | 25 | −12 | 4   |              | 1–4 | 2–6 | 3–1 | —   |     |

### Grupa B
| Lp. | Drużyna           | M | Z | R | P | B+ | B- | +/– | Pkt | Kwalifikacja |     | PSV | CSK | MUN | WOL |
| --- | ----------------- | - | - | - | - | -- | -- | --- | --- | ------------ | --- | --- | --- | --- | --- |
| 1   | PSV Eindhoven     | 6 | 3 | 1 | 2 | 10 | 9  | +1  | 10  | 1/8          |     | —   | 2–1 | 0–3 | 2–1 |
| 2   | CSKA Moskwa       | 6 | 2 | 2 | 2 | 10 | 6  | +4  | 8   | Play-offy    |     | 0–0 | —   | 4–0 | 1–2 |
| 3   | Manchester United | 6 | 2 | 2 | 2 | 6  | 10 | −4  | 8   |              |     | 0–5 | 0–0 | —   | 1–1 |
| 4   | VfL Wolfsburg     | 6 | 2 | 1 | 3 | 10 | 11 | −1  | 7   |              | 4–1 | 2–4 | 0–2 | —   |     |

### Grupa C
| Lp. | Drużyna         | M | Z | R | P | B+ | B- | +/– | Pkt | Kwalifikacja |     | BEN  | ATM | GAL | AST |
| --- | --------------- | - | - | - | - | -- | -- | --- | --- | ------------ | --- | ---- | --- | --- | --- |
| 1   | SL Benfica      | 6 | 5 | 1 | 0 | 29 | 3  | +26 | 16  | 1/8          |     | —    | 1–1 | 2–0 | 8–0 |
| 2   | Atlético Madryt | 6 | 4 | 1 | 1 | 25 | 5  | +20 | 13  | Play-offy    |     | 1–2  | —   | 4–0 | 7–1 |
| 3   | Galatasaray     | 6 | 2 | 0 | 4 | 8  | 20 | −12 | 6   |              |     | 1–11 | 1–3 | —   | 3–0 |
| 4   | Astana          | 6 | 0 | 0 | 6 | 1  | 35 | −34 | 0   |              | 0–5 | 0–9  | 0–3 | —   |     |

### Grupa D
| Lp. | Drużyna                  | M | Z | R | P | B+ | B- | +/– | Pkt | Kwalifikacja |     | MCI | SEV | JUV | MGL |
| --- | ------------------------ | - | - | - | - | -- | -- | --- | --- | ------------ | --- | --- | --- | --- | --- |
| 1   | Manchester City          | 6 | 3 | 2 | 1 | 11 | 6  | +5  | 11  | 1/8          |     | —   | 1–1 | 4–1 | 1–1 |
| 2   | Sevilla                  | 6 | 3 | 2 | 1 | 9  | 7  | +2  | 11  | Play-offy    |     | 0–2 | —   | 1–0 | 4–2 |
| 3   | Juventus                 | 6 | 2 | 0 | 4 | 7  | 11 | −4  | 6   |              |     | 2–1 | 0–1 | —   | 2–1 |
| 4   | Borussia Mönchengladbach | 6 | 1 | 2 | 3 | 10 | 13 | −3  | 5   |              | 1–2 | 2–2 | 3–2 | —   |     |

### Grupa E
| Lp. | Drużyna             | M | Z | R | P | B+ | B- | +/– | Pkt | Kwalifikacja |     | BAR | ROM | LEV | BAT |
| --- | ------------------- | - | - | - | - | -- | -- | --- | --- | ------------ | --- | --- | --- | --- | --- |
| 1   | Barcelona           | 6 | 3 | 3 | 0 | 10 | 4  | +6  | 12  | 1/8          |     | —   | 3–3 | 1–1 | 2–0 |
| 2   | Roma                | 6 | 2 | 3 | 1 | 12 | 6  | +6  | 9   | Play-offy    |     | 0–0 | —   | 5–1 | 3–0 |
| 3   | Bayer 04 Leverkusen | 6 | 2 | 2 | 2 | 6  | 9  | −3  | 8   |              |     | 0–1 | 2–1 | —   | 1–0 |
| 4   | BATE Borysów        | 6 | 0 | 2 | 4 | 1  | 10 | −9  | 2   |              | 0–3 | 0–0 | 1–1 | —   |     |

### Grupa F
| Lp. | Drużyna          | M | Z | R | P | B+ | B- | +/– | Pkt | Kwalifikacja |     | DIN | ARS | OLY | BAY |
| --- | ---------------- | - | - | - | - | -- | -- | --- | --- | ------------ | --- | --- | --- | --- | --- |
| 1   | Dinamo Zagrzeb   | 6 | 3 | 1 | 2 | 9  | 8  | +1  | 10  | 1/8          |     | —   | 0–2 | 2–2 | 0–1 |
| 2   | Arsenal          | 6 | 3 | 1 | 2 | 9  | 7  | +2  | 10  | Play-offy    |     | 1–2 | —   | 3–2 | 2–0 |
| 3   | Olympiakos       | 6 | 3 | 1 | 2 | 9  | 8  | +1  | 10  |              |     | 1–3 | 2–0 | —   | 1–0 |
| 4   | Bayern Monachium | 6 | 1 | 1 | 4 | 3  | 7  | −4  | 4   |              | 1–2 | 1–1 | 0–1 | —   |     |

### Grupa G
| Lp. | Drużyna          | M | Z | R | P | B+ | B- | +/– | Pkt | Kwalifikacja |     | CHE | DYK | POR | MTA |
| --- | ---------------- | - | - | - | - | -- | -- | --- | --- | ------------ | --- | --- | --- | --- | --- |
| 1   | Chelsea          | 6 | 4 | 2 | 0 | 15 | 4  | +11 | 14  | 1/8          |     | —   | 3–1 | 0–0 | 3–0 |
| 2   | Dynamo Kijów     | 6 | 3 | 1 | 2 | 7  | 7  | 0   | 10  | Play-offy    |     | 0–2 | —   | 2–1 | 2–0 |
| 3   | FC Porto         | 6 | 2 | 2 | 2 | 8  | 7  | +1  | 8   |              |     | 3–3 | 0–1 | —   | 2–0 |
| 4   | Maccabi Tel Awiw | 6 | 0 | 1 | 5 | 2  | 14 | −12 | 1   |              | 0–4 | 1–1 | 1–2 | —   |     |

### Grupa H
| Lp. | Drużyna          | M | Z | R | P | B+ | B- | +/– | Pkt | Kwalifikacja |     | LYO | VAL | ZEN | GNT |
| --- | ---------------- | - | - | - | - | -- | -- | --- | --- | ------------ | --- | --- | --- | --- | --- |
| 1   | Olympique Lyon   | 6 | 4 | 1 | 1 | 16 | 4  | +12 | 13  | 1/8          |     | —   | 1–0 | 6–0 | 4–0 |
| 2   | Valencia         | 6 | 4 | 1 | 1 | 13 | 3  | +10 | 13  | Play-offy    |     | 1–1 | —   | 2–0 | 5–1 |
| 3   | Zenit Petersburg | 6 | 2 | 0 | 4 | 5  | 11 | −6  | 6   |              |     | 3–1 | 0–1 | —   | 0–1 |
| 4   | Gent             | 6 | 1 | 0 | 5 | 2  | 18 | −16 | 3   |              | 0–3 | 0–4 | 0–2 | —   |     |

## Ścieżka Mistrzów Krajowych
Losowanie zarówno pierwszej, jak i drugiej rundy odbyło się 31 sierpnia 2015 r. w siedzibie UEFA w szwajcarskim Nyonie. 
32 drużyny zostały przed losowaniem podzielone na koszyki zdefiniowane według kryteriów sportowych i geograficznych.
Drużyny z tego samego koszyka zostały wylosowane przeciwko sobie, kolejność meczów została ustalona przez losowanie.
W drugiej rundzie szesnastu zwycięzców pierwszej rundy, których tożsamość nie była znana w momencie losowania, 
podzielono na dwie grupy: Grupa A zawierająca zwycięzców z koszyków 1 i 2, grupa B zawierająca zwycięzców z koszyków 3 i 4. 
Drużyny z tej samej grupy zostały wylosowane przeciwko sobie, a kolejność meczów została ustalona przez losowanie.
| Koszyk 1        |
| --------------- |
| Villarreal      |
| Torino          |
| APOEL           |
| Servette        |
| Rad             |
| Domžale         |
| Senica          |
| Puskás Akadémia |

| Koszyk 2       |
| -------------- |
| Middlesbrough  |
| Stade de Reims |
| Anderlecht     |
| Brann          |
| Celtic         |
| IF Elfsborg    |
| HJK            |
| Stjarnan       |

| Koszyk 3          |
| ----------------- |
| Schalke 04        |
| Ajax              |
| Midtjylland       |
| 1. FK Příbram     |
| FC Salzburg       |
| Željezničar       |
| Saburtalo Tbilisi |
| Zimbru Kiszyniów  |

| Koszyk 4           |
| ------------------ |
| Spartak Moskwa     |
| Beşiktaş JK        |
| Legia Warszawa     |
| Viitorul Konstanca |
| Mińsk              |
| Liteks Łowecz      |
| Rəvan Baku         |
| Aktöbe             |

Legenda
      awans do play-off
      awans do drugiej rundy

### Pierwsza runda
| Drużyna 1                                                                       | Wynik dwumeczu                                                                  | Drużyna 2                                                                       | Pierwszy mecz                                                                   | Drugi mecz                                                                      |
| Pierwszy mecze 29, 30 września, a rewanże 7, 14, 20, 21 października 2015 roku. | Pierwszy mecze 29, 30 września, a rewanże 7, 14, 20, 21 października 2015 roku. | Pierwszy mecze 29, 30 września, a rewanże 7, 14, 20, 21 października 2015 roku. | Pierwszy mecze 29, 30 września, a rewanże 7, 14, 20, 21 października 2015 roku. | Pierwszy mecze 29, 30 września, a rewanże 7, 14, 20, 21 października 2015 roku. |
| ------------------------------------------------------------------------------- | ------------------------------------------------------------------------------- | ------------------------------------------------------------------------------- | ------------------------------------------------------------------------------- | ------------------------------------------------------------------------------- |
| Villarreal                                                                      | 4:4 (br. wyj.)                                                                  | Servette                                                                        | 2:3                                                                             | 2:1                                                                             |
| APOEL                                                                           | 4:9                                                                             | Puskás Akadémia                                                                 | 3:3                                                                             | 1:6                                                                             |
| Senica                                                                          | 1:2                                                                             | Torino                                                                          | 0:0                                                                             | 1:2                                                                             |
| Rad                                                                             | 1:1 (k. 3:2)                                                                    | Domžale                                                                         | 0:1                                                                             | 1:0                                                                             |
| Stade de Reims                                                                  | 5:6                                                                             | Middlesbrough                                                                   | 5:3                                                                             | 0:3                                                                             |
| IF Elfsborg                                                                     | 2:1                                                                             | Stjarnan                                                                        | 2:0                                                                             | 0:1                                                                             |
| Brann                                                                           | 1:6                                                                             | Anderlecht                                                                      | 1:1                                                                             | 0:5                                                                             |
| HJK                                                                             | 1:6                                                                             | Celtic                                                                          | 0:5                                                                             | 1:1                                                                             |
| Schalke 04                                                                      | 2:5                                                                             | Ajax                                                                            | 2:3                                                                             | 0:2                                                                             |
| 1. FK Příbram                                                                   | 4:1                                                                             | Zimbru Kiszyniów                                                                | 2:0                                                                             | 2:1                                                                             |
| FC Salzburg                                                                     | 5:2                                                                             | Željezničar                                                                     | 4:0                                                                             | 1:2                                                                             |
| Midtjylland                                                                     | 5:2                                                                             | Saburtalo Tbilisi                                                               | 3:1                                                                             | 2:1                                                                             |
| Aktöbe                                                                          | 0:6                                                                             | Beşiktaş JK                                                                     | 0:2                                                                             | 0:4                                                                             |
| Spartak Moskwa                                                                  | 4:0                                                                             | Rəvan Baku                                                                      | 4:0                                                                             | 0:0                                                                             |
| Mińsk                                                                           | 3:7                                                                             | Viitorul Konstanca                                                              | 2:2                                                                             | 1:5                                                                             |
| Liteks Łowecz                                                                   | 2:5                                                                             | Legia Warszawa                                                                  | 1:2                                                                             | 1:3                                                                             |
| Po lewej gospodarz pierwszego meczu.                                            |                                                                                 |                                                                                 |                                                                                 |                                                                                 |

Źródło: transfermarkt soccerway

### Druga runda
| Drużyna 1                                                                                  | Wynik dwumeczu                                                                             | Drużyna 2                                                                                  | Pierwszy mecz                                                                              | Drugi mecz                                                                                 |
| Pierwsze mecze 4, 5 listopada, 2 grudnia, a rewanże 24, 25 listopada, 6 grudnia 2015 roku. | Pierwsze mecze 4, 5 listopada, 2 grudnia, a rewanże 24, 25 listopada, 6 grudnia 2015 roku. | Pierwsze mecze 4, 5 listopada, 2 grudnia, a rewanże 24, 25 listopada, 6 grudnia 2015 roku. | Pierwsze mecze 4, 5 listopada, 2 grudnia, a rewanże 24, 25 listopada, 6 grudnia 2015 roku. | Pierwsze mecze 4, 5 listopada, 2 grudnia, a rewanże 24, 25 listopada, 6 grudnia 2015 roku. |
| ------------------------------------------------------------------------------------------ | ------------------------------------------------------------------------------------------ | ------------------------------------------------------------------------------------------ | ------------------------------------------------------------------------------------------ | ------------------------------------------------------------------------------------------ |
| Puskás Akadémia                                                                            | 1:3                                                                                        | Celtic                                                                                     | 1:0                                                                                        | 0:3                                                                                        |
| Rad                                                                                        | 0:1                                                                                        | IF Elfsborg                                                                                | 0:1                                                                                        | 0:0                                                                                        |
| Servette                                                                                   | 3:4                                                                                        | Anderlecht                                                                                 | 1:2                                                                                        | 2:2                                                                                        |
| Middlesbrough                                                                              | 6:3                                                                                        | Torino                                                                                     | 3:0                                                                                        | 3:3                                                                                        |
| Spartak Moskwa                                                                             | 1:5                                                                                        | Ajax                                                                                       | 0:3                                                                                        | 1:2                                                                                        |
| Beşiktaş JK                                                                                | 2:5                                                                                        | FC Salzburg                                                                                | 1:0                                                                                        | 1:5                                                                                        |
| Midtjylland                                                                                | 5:1                                                                                        | Legia Warszawa                                                                             | 2:0                                                                                        | 3:1                                                                                        |
| 1. FK Příbram                                                                              | 2:0                                                                                        | Viitorul Konstanca                                                                         | 2:0                                                                                        | 0:0                                                                                        |
| Po lewej gospodarz pierwszego meczu.                                                       |                                                                                            |                                                                                            |                                                                                            |                                                                                            |

Źródło: transfermarkt soccerway

## Faza pucharowa

### Drabinka
|  |                 |                 |                     |                     |             |                 |                 |            |                     |                     |                     |                     |             |  |  |          |          |          |  |  |       |       |       |
|  | Play-offy       | Play-offy       | Play-offy           |                     |             | 1/8 finału      | 1/8 finału      | 1/8 finału |                     |                     | Ćwierćfinał         | Ćwierćfinał         | Ćwierćfinał |  |  | Półfinał | Półfinał | Półfinał |  |  | Finał | Finał | Finał |
|  | Play-offy       | Play-offy       | Play-offy           |                     |             | 1/8 finału      | 1/8 finału      | 1/8 finału |                     |                     | Ćwierćfinał         | Ćwierćfinał         | Ćwierćfinał |  |  | Półfinał | Półfinał | Półfinał |  |  | Finał | Finał | Finał |
|  |                 |                 |                     |                     |             |                 |                 |            |                     |                     |                     |                     |             |  |  |          |          |          |  |  |       |       |       |
|  |                 |                 |                     |                     |             |                 |                 |            |                     |                     |                     |                     |             |  |  |          |          |          |  |  |       |       |       |
|  | Elfsborg        | Elfsborg        | 1                   | Real Madryt         | Real Madryt | 3               |                 |            |                     |                     |                     |                     |             |  |  |          |          |          |  |  |       |       |       |
|  | Elfsborg        | Elfsborg        | 1                   | Real Madryt         | Real Madryt | 3               |                 |            |                     |                     |                     |                     |             |  |  |          |          |          |  |  |       |       |       |
|  | Real Madryt     | Real Madryt     | 3                   |                     |             | Manchester City | Manchester City | 1          |                     |                     |                     |                     |             |  |  |          |          |          |  |  |       |       |       |
|  | Real Madryt     | Real Madryt     | 3                   |                     |             | Manchester City | Manchester City | 1          |                     |                     | Real Madryt         | Real Madryt         | 2           |  |  |          |          |          |  |  |       |       |       |
|  |                 |                 |                     |                     |             |                 |                 |            |                     |                     | Real Madryt         | Real Madryt         | 2           |  |  |          |          |          |  |  |       |       |       |
|  |                 |                 | SL Benfica          | SL Benfica          | 0           |                 |                 |            |                     |                     |                     |                     |             |  |  |          |          |          |  |  |       |       |       |
|  | 1. FK Příbram   | 1. FK Příbram   | SL Benfica          | SL Benfica          | 0           | 2 (5)           |                 |            | 1. FK Příbram       | 1. FK Příbram       | 1 (3)               |                     |             |  |  |          |          |          |  |  |       |       |       |
|  | 1. FK Příbram   | 1. FK Příbram   |                     |                     |             | 2 (5)           |                 |            |                     |                     | 1 (3)               |                     |             |  |  |          |          |          |  |  |       |       |       |
|  | CSKA Moskwa     | CSKA Moskwa     | 2 (4)               |                     |             | SL Benfica      | SL Benfica      | 1 (5)      |                     |                     |                     |                     |             |  |  |          |          |          |  |  |       |       |       |
|  | CSKA Moskwa     | CSKA Moskwa     | 2 (4)               |                     |             | SL Benfica      | SL Benfica      | 1 (5)      |                     |                     | Real Madryt         | Real Madryt         | 1           |  |  |          |          |          |  |  |       |       |       |
|  |                 |                 |                     |                     |             |                 |                 |            |                     |                     |                     |                     |             |  |  |          |          |          |  |  |       |       |       |
|  |                 |                 | Paris Saint-Germain | Paris Saint-Germain | 3           |                 |                 |            |                     |                     |                     |                     |             |  |  |          |          |          |  |  |       |       |       |
|  | Middlesbrough   | Middlesbrough   | Paris Saint-Germain | Paris Saint-Germain | 3           | 5               |                 |            | Paris Saint-Germain | Paris Saint-Germain | 1                   |                     |             |  |  |          |          |          |  |  |       |       |       |
|  | Middlesbrough   | Middlesbrough   |                     |                     |             | 5               |                 |            |                     |                     | 1                   |                     |             |  |  |          |          |          |  |  |       |       |       |
|  | Dynamo Kijów    | Dynamo Kijów    | 0                   |                     |             | Middlesbrough   | Middlesbrough   | 0          |                     |                     |                     |                     |             |  |  |          |          |          |  |  |       |       |       |
|  | Dynamo Kijów    | Dynamo Kijów    | 0                   |                     |             | Middlesbrough   | Middlesbrough   | 0          |                     |                     | Paris Saint-Germain | Paris Saint-Germain | 3           |  |  |          |          |          |  |  |       |       |       |
|  |                 |                 |                     |                     |             |                 |                 |            |                     |                     | Paris Saint-Germain | Paris Saint-Germain | 3           |  |  |          |          |          |  |  |       |       |       |
|  |                 |                 | Roma                | Roma                | 1           |                 |                 |            |                     |                     |                     |                     |             |  |  |          |          |          |  |  |       |       |       |
|  | FC Salzburg     | FC Salzburg     | Roma                | Roma                | 1           | 0               |                 |            | PSV Eindhoven       | PSV Eindhoven       | 2 (1)               |                     |             |  |  |          |          |          |  |  |       |       |       |
|  | FC Salzburg     | FC Salzburg     |                     |                     |             | 0               |                 |            |                     |                     | 2 (1)               |                     |             |  |  |          |          |          |  |  |       |       |       |
|  | Roma            | Roma            | 4                   |                     |             | Roma            | Roma            | 2 (3)      |                     |                     |                     |                     |             |  |  |          |          |          |  |  |       |       |       |
|  | Roma            | Roma            | 4                   |                     |             | Roma            | Roma            | 2 (3)      |                     |                     | Paris Saint-Germain | Paris Saint-Germain | 1           |  |  |          |          |          |  |  |       |       |       |
|  |                 |                 |                     |                     |             |                 |                 |            |                     |                     |                     |                     |             |  |  |          |          |          |  |  |       |       |       |
|  |                 |                 | Chelsea             | Chelsea             | 2           |                 |                 |            |                     |                     |                     |                     |             |  |  |          |          |          |  |  |       |       |       |
|  | Celtic          | Celtic          | Chelsea             | Chelsea             | 2           | 1 (3)           |                 |            | Chelsea             | Chelsea             | 1 (5)               |                     |             |  |  |          |          |          |  |  |       |       |       |
|  | Celtic          | Celtic          |                     |                     |             | 1 (3)           |                 |            |                     |                     | 1 (5)               |                     |             |  |  |          |          |          |  |  |       |       |       |
|  | Valencia        | Valencia        | 1 (4)               |                     |             | Valencia        | Valencia        | 1 (3)      |                     |                     |                     |                     |             |  |  |          |          |          |  |  |       |       |       |
|  | Valencia        | Valencia        | 1 (4)               |                     |             | Valencia        | Valencia        | 1 (3)      |                     |                     | Chelsea             | Chelsea             | 1           |  |  |          |          |          |  |  |       |       |       |
|  |                 |                 |                     |                     |             |                 |                 |            |                     |                     | Chelsea             | Chelsea             | 1           |  |  |          |          |          |  |  |       |       |       |
|  |                 |                 | Ajax                | Ajax                | 0           |                 |                 |            |                     |                     |                     |                     |             |  |  |          |          |          |  |  |       |       |       |
|  | Ajax            | Ajax            | Ajax                | Ajax                | 0           | 3               |                 |            | Olympique Lyon      | Olympique Lyon      | 0                   |                     |             |  |  |          |          |          |  |  |       |       |       |
|  | Ajax            | Ajax            |                     |                     |             | 3               |                 |            |                     |                     | 0                   |                     |             |  |  |          |          |          |  |  |       |       |       |
|  | Sevilla         | Sevilla         | 1                   |                     |             | Ajax            | Ajax            | 3          |                     |                     |                     |                     |             |  |  |          |          |          |  |  |       |       |       |
|  | Sevilla         | Sevilla         | 1                   |                     |             | Ajax            | Ajax            | 3          |                     |                     | Chelsea             | Chelsea             | 3           |  |  |          |          |          |  |  |       |       |       |
|  |                 |                 |                     |                     |             |                 |                 |            |                     |                     |                     |                     |             |  |  |          |          |          |  |  |       |       |       |
|  |                 |                 | Anderlecht          | Anderlecht          | 0           |                 |                 |            |                     |                     |                     |                     |             |  |  |          |          |          |  |  |       |       |       |
|  | Anderlecht      | Anderlecht      | Anderlecht          | Anderlecht          | 0           | 2               |                 |            | Anderlecht          | Anderlecht          | 3                   |                     |             |  |  |          |          |          |  |  |       |       |       |
|  | Anderlecht      | Anderlecht      |                     |                     |             | 2               |                 |            |                     |                     | 3                   |                     |             |  |  |          |          |          |  |  |       |       |       |
|  | Arsenal         | Arsenal         | 0                   |                     |             | Dinamo Zagrzeb  | Dinamo Zagrzeb  | 0          |                     |                     |                     |                     |             |  |  |          |          |          |  |  |       |       |       |
|  | Arsenal         | Arsenal         | 0                   |                     |             | Dinamo Zagrzeb  | Dinamo Zagrzeb  | 0          |                     |                     | Anderlecht          | Anderlecht          | 2           |  |  |          |          |          |  |  |       |       |       |
|  |                 |                 |                     |                     |             |                 |                 |            |                     |                     | Anderlecht          | Anderlecht          | 2           |  |  |          |          |          |  |  |       |       |       |
|  |                 |                 | Barcelona           | Barcelona           | 0           |                 |                 |            |                     |                     |                     |                     |             |  |  |          |          |          |  |  |       |       |       |
|  | Midtjylland     | Midtjylland     | Barcelona           | Barcelona           | 0           | 4 (5)           |                 |            | Barcelona           | Barcelona           | 3                   |                     |             |  |  |          |          |          |  |  |       |       |       |
|  | Midtjylland     | Midtjylland     |                     |                     |             | 4 (5)           |                 |            |                     |                     | 3                   |                     |             |  |  |          |          |          |  |  |       |       |       |
|  | Atlético Madryt | Atlético Madryt | 4 (4)               |                     |             | Midtjylland     | Midtjylland     | 1          |                     |                     |                     |                     |             |  |  |          |          |          |  |  |       |       |       |
|  | Atlético Madryt | Atlético Madryt | 4 (4)               |                     |             | Midtjylland     | Midtjylland     | 1          |                     |                     |                     |                     |             |  |  |          |          |          |  |  |       |       |       |

### Play-offy
| Drużyna 1                 | Wynik         | Drużyna 2       |
| 9 lutego 2016             | 9 lutego 2016 | 9 lutego 2016   |
| ------------------------- | ------------- | --------------- |
| Ajax                      | 3:1           | Sevilla         |
| Anderlecht                | 2:0           | Arsenal         |
| Middlesbrough             | 5:0           | Dynamo Kijów    |
| 10 lutego 2016            |               |                 |
| FC Salzburg               | 0:4           | Roma            |
| Midtjylland               | 4:4 (k. 5:4)  | Atlético Madryt |
| 1. FK Příbram             | 2:2 (k. 5:4)  | CSKA Moskwa     |
| Elfsborg                  | 1:3           | Real Madryt     |
| Celtic                    | 1:1 (k. 3:4)  | Valencia        |
| Po lewej gospodarz meczu. |               |                 |

Źródło: transfermarkt soccerway

### 1/8 finału
| Drużyna 1                 | Wynik          | Drużyna 2       |
| 23 lutego 2016            | 23 lutego 2016 | 23 lutego 2016  |
| ------------------------- | -------------- | --------------- |
| Barcelona                 | 3:1            | Midtjylland     |
| Chelsea                   | 1:1 (k. 5:3)   | Valencia        |
| Real Madryt               | 3:1            | Manchester City |
| Anderlecht                | 3:0            | Dinamo Zagrzeb  |
| 24 lutego 2016            |                |                 |
| PSV Eindhoven             | 2:2 (k. 1:3)   | Roma            |
| Paris Saint-Germain       | 1:0            | Middlesbrough   |
| Olympique Lyon            | 0:3            | Ajax            |
| 1. FK Příbram             | 1:1 (k. 3:5)   | SL Benfica      |
| Po lewej gospodarz meczu. |                |                 |

Źródło: transfermarkt soccerway

### Ćwierćfinały
| Drużyna 1                 | Wynik        | Drużyna 2    |
| 8 marca 2016              | 8 marca 2016 | 8 marca 2016 |
| ------------------------- | ------------ | ------------ |
| Real Madryt               | 2:0          | SL Benfica   |
| Anderlecht                | 2:0          | Barcelona    |
| 9 marca 2016              |              |              |
| Paris Saint-Germain       | 3:1          | Roma         |
| 15 marca 2016             |              |              |
| Chelsea                   | 1:0          | Ajax         |
| Po lewej gospodarz meczu. |              |              |

Źródło: transfermarkt soccerway

### Półfinały
| Drużyna 1                 | Wynik            | Drużyna 2           |
| 15 kwietnia 2016          | 15 kwietnia 2016 | 15 kwietnia 2016    |
| ------------------------- | ---------------- | ------------------- |
| Real Madryt               | 1:3              | Paris Saint-Germain |
| Chelsea                   | 3:0              | Anderlecht          |
| Po lewej gospodarz meczu. |                  |                     |

Źródło: transfermarkt soccerway

### Finał
| Drużyna 1                 | Wynik            | Drużyna 2        |
| 18 kwietnia 2016          | 18 kwietnia 2016 | 18 kwietnia 2016 |
| ------------------------- | ---------------- | ---------------- |
| Paris Saint-Germain       | 1:2              | Chelsea          |
| Po lewej gospodarz meczu. |                  |                  |

Źródło: transfermarkt soccerway

## Najlepsi strzelcy
| Bramki | Bramki | Bramki | Bramki | Zawodnik            | Drużyna             |
| GS     | DC     | KO     | Suma   | Zawodnik            | Drużyna             |
| ------ | ------ | ------ | ------ | ------------------- | ------------------- |
| 9      | —      | —      | 9      | Roberto Núñez       | Atlético Madryt     |
| 7      | —      | 1      | 8      | Tammy Abraham       | Chelsea             |
| 3      | —      | 5      | 8      | Borja Mayoral       | Real Madryt         |
| 7      | —      | —      | 7      | José Gomes          | SL Benfica          |
| 7      | —      | —      | 7      | Diogo Gonçalves     | SL Benfica          |
| 5      | —      | 1      | 6      | Carles Aleñá        | Barcelona           |
| 6      | —      | —      | 6      | Rafael Mir          | Valencia            |
| —      | 3      | 3      | 6      | Jorn Vancamp        | Anderlecht          |
| 3      | —      | 2      | 5      | Jean-Kévin Augustin | Paris Saint-Germain |
| 3      | —      | 2      | 5      | Kasey Palmer        | Chelsea             |
| 5      | —      | —      | 5      | Leandro Putaro      | VfL Wolfsburg       |
| 4      | —      | 1      | 5      | Umar Sadiq          | Roma                |

Źródło: transfermarkt